# La ballata del Miché
La ballata del Miché è una canzone scritta da Fabrizio De André e Clelia Petracchi con l'arrangiamento musicale di Gian Piero Reverberi. Fu pubblicata come singolo, la prima volta nel 1961, come lato B, nel 45 giri La ballata dell'eroe/La ballata del Miché e nel giugno 1963 fu ripubblicata come lato B del 45 giri Il testamento/La ballata del Miché, infine nel 1966 fu inserita nell'album Tutto Fabrizio De André.

## Descrizione e storia
(Fabrizio De André, 1993)
Accompagnato da toni musicali cari alla malavita parigina e di chiara ispirazione "lebretoniana", il racconto si apre con il ritrovamento del corpo esanime di Miché appeso a un cappio nella sua cella. Il resto della canzone è narrato in analessi e spiega il motivo del suicidio e della detenzione: Miché aveva ucciso chi voleva rubargli la sua Marì, era per questo stato condannato a 20 anni di galera e si è tolto la vita perché non sarebbe riuscito a vivere senza di lei. Alla fine c'è una prolessi: Miché verrà gettato, poiché suicida, nella fossa comune, senza funerale, ma un flebile raggio di luce c'è: «qualcuno una croce col nome e la data su lui pianterà».
Già si notano i caratteri tipici di De André: tolleranza e rispetto, comprensione, l'implicita denuncia all'inappellabilità della legge («vent'anni gli avevano dato, la corte decise così») e alla scarsa misericordia della Chiesa («nella fossa comune cadrà, senza il prete e la Messa, perché di un suicida non hanno pietà»).
La canzone, stando al racconto di De André, traeva ispirazione da una storia realmente accaduta: un emigrato a Genova dal sud Italia, Michele Aiello, simbolo del sottoproletariato operaio, emarginato e con difficoltà di inserimento sociale, disperato nel perdere anche la compagna, aveva ucciso il suo contendente ed era stato condannato a vent'anni di carcere.
Nel 1963 fu pubblicata una nuova versione nel 45 giri Il testamento/La ballata del Miché con l'arrangiamento di Giampiero Boneschi in cui la fisarmonica sostituisce l'armonica cromatica, suonata nella versione originale da Willi Burger.

### Cover
- 1964: Silverio Pisu nell'album Ballate di ieri, ballate di oggi.
- 2003: Teresa De Sio, nell'album tributo Faber, amico fragile.